# Городское поселение Билибино
Городско́е поселе́ние Билибино — муниципальное образование в Билибинском районе Чукотского автономного округа Российской Федерации.
Административный центр — город Билибино.

## История
Статус и границы городского поселения установлены Законом Чукотского автономного округа от 29 ноября 2004 года № 43-ОЗ «О статусе, границах и административных центрах муниципальных образований на территории Билибинского района Чукотского автономного округа»
Законом Чукотского автономного округа от 20 октября 2010 года № 88-ОЗ, городское поселение Билибино и сельское поселение Кепервеем были преобразованы, путём их объединения, в городское поселение Билибино с административным центром в городе Билибино.

## Население
| 2010  | 2011  | 2012  | 2013  | 2014  | 2015  | 2016  |
| ----- | ----- | ----- | ----- | ----- | ----- | ----- |
| 5506  | ↗5829 | ↘5814 | ↘5762 | ↗5897 | ↘5888 | ↘5742 |
| 2017  | 2018  | 2019  | 2020  | 2021  | 2023  |       |
| ↘5624 | ↘5560 | ↗5582 | ↗5777 | ↗5874 | ↘5750 |       |

## Состав городского поселения
| № | Населённый пункт | Тип населённого пункта        | Население |
| - | ---------------- | ----------------------------- | --------- |
| 1 | Билибино         | город, административный центр | ↗5449     |
| 2 | Кепервеем        | село                          | ↗341      |